# 凯文·齐尔顿
凱文·奇爾頓上将（英語：Kevin P. Chilton，1954年11月3日—），退役美国空军四星上將，2007 年 10 月 3 日至 2011 年 1 月 28 日担任美国战略司令部司令。奇爾頓上将的軍事生涯中有11年時間担任美國太空總署太空人，执行过穿梭機任务STS-49、STS-59以及STS-76。他亦是獲得最高軍階的美国太空人, 2012 年 1 月 30 日奇爾頓上将從空軍退役。現在是軌道科學公司的董事。